# Emboloecia papaipemoides
Emboloecia papaipemoides är en fjärilsart som beskrevs av Barnes och Benjamin 1929. Emboloecia papaipemoides ingår i släktet Emboloecia och familjen nattflyn. Inga underarter finns listade i Catalogue of Life.